# Майер, Александр Александрович (политик)
Алекса́ндр Алекса́ндрович Ма́йер (род. 7 марта 1950) — руководитель фракции «Единая Россия» в Законодательном собрании Ульяновской области. Бывший председатель Правительства Ульяновской области.
После службы в армии окончил индустриально-педагогический техникум, затем инженерно-строительный институт.
Пятнадцать лет проработал в газодобывающей отрасли районов Крайнего Севера. Начав работать прорабом, дошел до должности генерального директора фирмы «Газурстрой».
С 1992 года работает в Ульяновске. В это же время окончил Государственную Академию управления при Президенте России и высшую школу менеджмента в г. Целле (Германия).
Руководя российско-германским предприятием «ВИС-МОС», стал членом-корреспондентом Международной академии технологических наук, лауреатом премии Правительства РФ в области науки и техники за 2001 год. 
В 2003 году стал обладателем золотой медали и почетного диплома за безупречную деловую репутацию Российско-Швейцарского бизнес-клуба. 
27 июня 2005 года назначен Председателем Правительства Ульяновской области.
Член комитета Законодательного Собрания Ульяновской области по промышленности, строительству, транспорту, связи и ТЭК.
15 марта 2021 года Указом Президента РФ «О награждении государственными наградами Российской Федерации» Советник ООО «СП ВИС-МОС» Александр Майер за достигнутые трудовые успехи и многолетнюю добросовестную работу награждён орденом «За заслуги перед Отечеством» II степени.